# Poland (Ohio)
Poland è un comune degli Stati Uniti d'America, nella Contea di Mahoning nello Stato dell'Ohio.

## Geografia fisica
Situata sul fiume Yellow Creek, 70 miglia a sud-est di Cleveland (Ohio) e circa 55 miglia a nord-ovest di Pittsburgh (Pennsylvania) e ad appena 7 miglia dalla città di Youngstown (Ohio), Poland conta circa 3.000 abitanti.
Secondo L'Ufficio di Censimento degli Stati Uniti, il villaggio ha una superficie totale di 1,2 miglio quadrato s (3,2 km²).

## Storia
Nel 1796, Poland è stata la prima città a formarsi nel Connecticut Western Reserve. Il Villaggio è stato Fondato da persone provenienti dal Connecticut, i quali hanno ricevuto dei terreni nella parte nord-est dell'Ohio, poi noto come Connecticut Western Reserve, di cui Poland è stata la prima città. Il comune è stato fondato da Jonathan Fowler, che si innamorò del fiume Yellow Creek, che scorre attraverso Poland, Fowler aveva una locanda di sua proprietà vicino al fiume. Gli edifici storici di Poland possono essere identificati da un cartello di legno a forma di Ohio, situato vicino al portone d'entrata; il cartello racconta ciò che l'edificio era un tempo.
Il villaggio di Poland è stato incorporata nel 1866. È anche sede del Seminario Poland High School Bulldogs.

## Società

### Evoluzione demografica
Sulla base del censimento del 2000, vi erano 2.866 persone, 1.086 famiglie, e 822 famiglie residenti nel villaggio. La densità di popolazione era stata 2303,2 persone per miglio quadrato (892.4/km²). Si contavano 1.123 unità abitative per una densità media di 349,7/km². La composizione razziale del villaggio era la seguente: 99,16% bianchi, 0,24% afroamericani, 0,01% nativi americani, 0,10% asiatici, 0,17% di Altre Razze, e 0,31% di due o più razze. Gli ispanici o latinoamericani di qualsiasi razza sono lo 0,98% della popolazione.
Ci sono 1.086 le famiglie, il 34,3% delle quali ha bambini al di sotto dei 18 anni di età che vivono con loro, ci sono 63,4% coppie sposate che vivono insieme, 9,3% delle donne vive senza marito in casa e il 24,3% sono non-famiglie. Il 22,5% di tutte le famiglie sono costituite da singoli individui e l'11,1% è rappresentato da persone con più di 65 anni di età. La dimensione media delle famiglie è di 2,57 individui.
Nel villaggio la popolazione è divisa, con il 24,6% sotto i 18 anni, 5,4% da 18 a 24, 25,6% da 25 a 44, 24,8% da 45 a 64, e il 19,6% che hanno 65 anni di età o più. L'età media è di 42 anni. Per ogni 100 femmine ci sono 92,2 maschi. Per ogni 100 femmine di 18 anni e più, ci sono 87,3 maschi.
Il reddito medio per una famiglia nel villaggio è di 55.486 dollari per anno. I maschi hanno un reddito medio di $ 42.857 dollari e le donne di 23.603 dollari. Il reddito pro capite per il villaggio era di $ 23.924. Circa il 4,5% delle famiglie e il 6,1% della popolazione sono al di sotto del soglia di povertà, tra questi l'8,8% ha meno di 18 anni e il 13,2% 65 o più.